# Satyrs Motorcycle Club
Satyrs Motorcycle Club foi um motoclube de Los Angeles criado em 5 de novembro de 1954. Eles são a organização gay a mais tempo em funcionamento nos Estados Unidos. Em 2010, o motoclube entrou no Leather Hall of Fame.

## História
O motoclube foi criado em 5 de novembro de 1954, um dia após o Dia de Ação de Graças, na casa de Chapin “Smitty” Smith após uma noite cheia de festas, bebidas e orgias. Os membros originais eram Chapin "Smitty" Smith, Clint "Bud" Olsen, Roy Whitney, Dub Keith, Randy Kinney, Raoul Vasquez e Don Gath. O sátiro foi escolhido como símbolo do motoclube pois ele "[...] era sempre visto nos desenhos animados com essa expressão corada no rosto e tudo mais, carregando uma mulher muito voluptuosa para a floresta e assim por diante".
Em 1958, Don Gath se desligou do Satyrs e criou seu próprio motoclube, o Oedipus Rex Motorcycle club, a segunda organização gay a mais tempo em funcionamento nos Estados Unidos. Os Satyrs em geral buscavam uma identidade mais máscula, enquanto os Oedipus Rex buscavam o oposto.
Ao fim dos anos 60, o clube se encontrou com o Hells Angels nas ruas de Palm Springs. Os Satyrs foram em direção de um bar gay chamado The Play Room, que por coincidência, o bartender era amigo dos Hells Angels. A princípio, os Hells Angels não perceberam que o bar era gay, e assumiram que os Satyrs iriam agredir seu amigo. Por isso, os Hells Angels começaram a perseguir os Satyrs. Os motoclubes quase brigaram, mas quando a situação foi esclarecida, eles beberam juntos, e Sonny Barger ofereceu um cartão de proteção para o Satyr John Laird. Caso o clube tivesse problemas com algum dos Hells Angels na estrada, o cartão deveria ser mostrado, e então eles estariam seguros. De acordo com John Laird, os Satyrs teriam sido responsáveis pela introdução de poppers entre os Hells Angels.
Nos anos. 70, os Satyrs viraram uma referência, com vários motoclubes copiando sua constituição e com pessoas pedindo ajuda para formarem seus clubes.
Nos anos 80, os Satyrs foram impactados pela AIDS, e muitos de seus membros morreram.

## Atividades
O motoclube era quase como uma família para seus membros. Eles passavam os fins de semana e feriados juntos, se ajudavam caso um membro fosse ferido ou preso, e ofereciam um espaço seguro para explorar suas sexualidades. Eles valorizavam discrição durante suas atividades por medo de repressão policial contra homossexuais e motoclubes em geral. Por exemplo, o clube emitia as minutas de suas reuniões, mas não registravam nenhum dos nomes dos participantes, uma prevenção para caso o Departamento de Polícia de Los Angeles (LAPD em inlgês) confiscassem os registros.
As iniciações no motoclube eram muito parecidas com as de fraternidades em universidades. O aspirante a membro deveria frequentar os eventos do clube e, ao menos nas primeiras décadas, ser dono de uma Harley-Davidson. Então, um dos membros proporia uma reunião privada e na reunião seguinte a aceitação do novo membro seria votada. Caso fosse aceito, o novo membro ganharia um colete, uma fivela de cinto e uma pulseira de couro cravejada e personalizada. Então,ele seria chamado de "bebê sátiro" e passaria por diversos constrangimentos, como carregar um chocalho de bebê. Caso ele fosse pego sem o chocalho, deveria cantar You Are My Sunshine na frente dos outros membros.
Uma de suas atividades mais famosas é o Badger Flats Run, um acampamento que ocorre na semana do Dia do Trabalhador desde 1962 nas montanhas de Sierra Nevada. O acampamento original foi em Morro Bay em 1960, mas eles foram forçados pela polícia a se deslocarem para King’s Canyon em 1961 e finalmente para Badger Flats no ano seguinte pelos acampamentos estarem perto demais dos escoteiros. Em 1972, foi estreado o evento "The Weenie", onde o motociclista e sua carona deveriam passar um cachorro-quente um para o outro sem usar suas mãos. Outra tradição famosa que ocorre no acampamento é a personificação de drag queens. Uma vez ao ano, um membro escolhido pelo presidente deve encenar Kate Smith cantando God Bless America. Na época, a cantora havia se tornado o mascote do clube. O Badger Flats Run precisou mudar de local apenas duas vezes; em 1988, por causa de um surto de peste bubônica, e em 2019, por quedas de árvores causadas por besouros de casca.
Os Satyrs também são famosos por sua filantropia. Eles doaram dinheiro para pesquisas sobre câncer de mama e AIDS, e para organizações como e McKinley Boys Home of Los Angeles, Cruz Vermelha e Angel Food.